# Бутурлиновка
Бутурли́новка — город (с 1917) в России районного подчинения, административный центр Бутурлиновского района Воронежской области и городского поселения Бутурлиновка.
Население — 23 648 чел. (2025).

## География
Город расположен на северной окраине Калачской возвышенности, на реке Осередь (приток Дона), в 180 км к юго-востоку от Воронежа. Железнодорожная станция Бутурлиновка на развилке однопутных неэлектрифицированных линий Таловая — Павловск-Воронежский и Таловая — Калач. Площадь города — 37,72 км².

## История
В 1740 году на землях графа Александра Борисовича Бутурлина, подаренных ему императрицей Елизаветой Петровной, была основана слобода Бутурлиновка. Население составляли выходцы из Малороссии. С 1779 входила в Бобровский уезд.
На генеральной карте Воронежской губернии 1829 года обозначен как «Петровское, тожь Бутурлиновка».
Со 2-й половины XIX века Бутурлиновка являлась торгово-ремесленной слободой, одним из центров кожевенного производства в Воронежской губернии. В конце XIX века в год здесь производилось до миллиона пар сапог. Бутурлиновские сапоги заказывали знатные особы для личного пользования. Шили сапоги и для царской семьи, начиная ещё с XVIII века. В 2015 году в центральном городском парке был установлен памятник бутурлиновскому дореволюционному сапогу.
С 1896 г. действовала паровая мельница купцов Кащенко. В 1860—1870-е гг. на винокуренном заводе работал Б. С. Познанский, его впечатления отразились в очерке «Воронежские хохлы» (Киевская старина. 1885. № 4). В 1869—1876 гг. учителем школы работал писатель-мемуарист В. А. Тихонов; этот период освещён в его мемуарах «Двадцать пять лет на казённой службе» (СПб., 1912).

В 1900 г. в слободе Бутурлиновка существовали земская больница, богадельня, 4 школы, 2 винокуренных завода, 3 кирпичных завода, паровая и 86 ветряных мельниц.
17 июля 1917 года Бутурлиновка получила статус города.
С 9 сентября 1917 выходит газета «Бутурлиновская жизнь». Редактор — «Редакционная комиссия», Издатель — «Товарищество на паях».
В годы Гражданской войны под Бутурлиновкой шли ожесточенные бои. 23 ноября 1919 г. Бутурлиновка была окончательно занята дивизией М. Ф. Блинова, который погиб в бою (в 1967 г. установлен памятник на месте гибели). В доме, где размещались штабы воинских частей (ул. Коммунистическая, 5), бывали военные и партийные деятели М. Н. Тухачевский, И. Э. Якир, Ф. К. Миронов, В. А. Трифонов.
В январе 1924 г. учреждено Бутурлиновское викариатство Воронежской епархии, его возглавляли: в 1924 г. — еп. Митрофан (Поликарпов), в 1925 г. — еп. Митрофан (Русинов), в 1929—1931 гг. — еп. Василий (Беляев), в 1931—1933 гг. — еп. Мефодий (Абрамкин).
Летом 1943 года в г. Бутурлиновка размещался штаб 5-го авиационного корпуса (ул. Красная, 82), которым командовал Герой Советского Союза, генерал-майор Н. П. Каманин. С 1993 года на окраине г. Бутурлиновка базируется 899-й Гвардейский штурмовой Оршанский дважды Краснознамённый ордена Суворова III степени авиационный полк имени Ф. Э. Дзержинского.
В 1945 году из Германии привезено мельничное оборудование.
В Бутурлиновке живёт Герой Советского Союза (Афганская война (1979—1989)) С. В. Игольченко.

### Герб
Герб города Бутурлиновка утверждён решением исполкома городского Совета депутатов от 30.01.1990 года № 49. Автор: Суркова Валентина Тихоновна.
Герб города представляет собой геральдический щит. В верхней части герба на белом фоне надпись: «Бутурлиновка». В центре щита на охристом фоне, символизирующем плодородие земли, изображена русская ладья с парусом, выполненном в форме дубового листа. Географически поселение расположено на берегу реки Осередь, притоке реки Дон. Холмы, подступившие к реке, покрыты Шиповой дубравой, лес, который служил для постройки кораблей на Павловской судоверфи.
Под ладьёй расположена раскрытая белая книга — символ молодёжного города. В нижней части щита расположены часть шестерни и колос, символизирующие местную промышленность и сельское хозяйство. Здесь же расположена дата первых поселений в этих местах «1740».

## Население
| 1859    | 1877    | 1897    | 1926    | 1931    | 1939    | 1959    | 1967    | 1970    | 1979    |
| ------- | ------- | ------- | ------- | ------- | ------- | ------- | ------- | ------- | ------- |
| 21 794  | ↗23 963 | ↘23 443 | ↗27 500 | ↘25 200 | ↘11 400 | ↗13 288 | ↗23 000 | ↘21 643 | ↗23 607 |
| 1989    | 1992    | 1996    | 1998    | 2000    | 2001    | 2002    | 2003    | 2005    | 2006    |
| ↗29 258 | ↘29 000 | ↘28 500 | ↘27 700 | ↘26 600 | ↘26 100 | ↗28 627 | ↘28 600 | ↘27 300 | ↘26 800 |
| 2007    | 2008    | 2009    | 2010    | 2011    | 2012    | 2013    | 2014    | 2015    | 2016    |
| ↘26 200 | ↘25 800 | ↘25 391 | ↗27 208 | ↘27 200 | ↘26 543 | ↘26 108 | ↘25 684 | ↘25 230 | ↘24 935 |
| 2017    | 2018    | 2019    | 2020    | 2021    | 2025    |         |         |         |         |
| ↘24 670 | ↘24 319 | ↘24 062 | ↘24 007 | ↗24 397 | ↘23 648 |         |         |         |         |

На 1 января 2025 года по численности населения город находился на 586-м месте из 1124 городов Российской Федерации.
В середине XIX века в Бутурлиновке проживало 22 тыс. человек. По численности населения Бутурлиновка находилась на втором месте в губернии после Воронежа.
По данным переписи 1877 года в слободе Бутурлиновка насчитывалось 23 963 жителя. В 1897 г. в слободе проживало 23 443 человека.

## Образование
В городе Бутурлиновка есть 5 школ, 11 детских садов, 1 колледж, медицинское училище, педагогическое училище, музыкальная школа, детская спортивная школа и Дом творчества для детей и юношества.

## Экономика
В Бутурлиновке имеются предприятия пищевой и перерабатывающей промышленности, лёгкой промышленности, а также строительной индустрии — всего около двадцати, часть из которых не пережила экономического кризиса 1990-х годов. Функционируют в настоящее время следующие предприятия:
- мелькомбинат, хлебозавод, мясоптицекомбинат
- Бутурлиновский ликёро-водочный завод
- Бутурлиновский завод железобетонных изделий

Под городом — богатые месторождения мела, глины, песка; в настоящее время они, впрочем, не разрабатываются, так как закрыты промышленные предприятия.
В Бутурлиновском районе выращивают пшеницу, кукурузу, рожь, ячмень, гречиху, горох, но прежде всего в больших объёмах подсолнечник. Построены свиноводческие и молочные фермы, где разводят крупный рогатый скот, свиней.
В 2019 году завершено строительство первой очереди электрической подстанции 220/110/10 кВ «Бутурлиновка». Подстанция расположена на Северо-Восточной окраине города. В состав подстанции входят ОРУ-220 кВ, ОРУ-110 кВ, два автотрансформатора мощностью по 125 МВА, общеподстанционный пункт управления совмещенный со ЗРУ-10 кВ, вспомогательные системы. Одновременно с подстанцией построена питающая одноцепная ВЛ-220 кВ «Нововоронежская АЭС-2 — Бутурлиновка» протяжённостью 120.3 км. В апреле 2019 года подстанция и питающая её ВЛ-220 кВ поставлены под рабочее напряжение.

## Военные объекты
В 4 километрах южнее города находится военный аэродром «Бутурлиновка», на котором базируется 899-й гвардейский штурмовой авиационный Оршанский дважды Краснознамённый, ордена Суворова III степени полк им. Ф. Э. Дзержинского.

## Памятники истории и архитектуры
- Спасо-Преображенский собор (построен в 1886—1893 гг.).
- Усадьба Кащенко (находится по адресу: ул. Ленина, д. 28)
- Училище приходское (XX век)
- Земская больница (построена в конце XIX века)
- Памятник В. И. Ленину
- Памятник М. Ф. Блинову, участнику Гражданской войны 1918—1922 годов на стороне «красных»
- Мемориал Героев Великой Отечественной войны 1941—1945 годов
- Памятник воинам-«интернационалистам» в Парке Интернационалистов
- Храм Покрова Пресвятой Богородицы на улице Ленина, 292 (построен в 1871 году)
- Церковь Феодосия Печерского (построена в 1882 году)
- КрестоВоздвиженский храм на улице Попкова (построен в 1843 году)
- Самолёт-памятник «Су-25»
- Самолёт-памятник «МиГ-21УМ», установленный на дороге у въезда на аэродром «Бутурлиновка»
- Бутурлиновский храм во имя великомученика Георгия Победоносца
- Памятник императору Александру II.

|  |